# Tether
Tether ist eine den US-Dollar nachbildende Kryptowährung mit Token, die vom Unternehmen Tether Limited ausgegeben werden. Tether Limited wird von den Akteuren hinter der Börse Bitfinex kontrolliert.
Tether ist ein sogenannter Stablecoin, bei dem Reserven des Unternehmens einen stabilen Kurs von einem Tether zu einem US-Dollar gewährleisten sollen. Im November 2021 waren 73,8 Milliarden US-Dollar in Tether im Umlauf. Die Masse davon wird von professionellen Marktteilnehmern gehalten und lediglich 2 Prozent sind nach Schätzungen von 2021 in Privatbesitz.

## Geschichte
Die Idee einer stabilen Kryptowährung hatten Brock Pierce und Craig Sellars nach Pierce bereits 2013. Zur Umsetzung stellten sie Reeve Collins an. Wenig später taten sie sich mit Phil Potter zusammen, der bereits Geschäftsführer bei der Offshore-Kryptowährungsbörse Bitfinex war und ebenfalls einen eigenen Stablecoin plante. Von Potter stammt demnach auch der endgültige Name Tether. Auf der Webseite warb das Unternehmen mit der Versicherung, dass jeder Tether 1:1 durch traditionelle Währungen in den Reserven gedeckt sei.
Brock Pierce und Reeve Collins sprangen 2015 wieder ab, weil es Bedenken wegen der Haftung von Tether bei der Nutzung der Plattform zur Abwicklung illegaler Geschäfte gab. Potter und sein Chef bei Bitfinex, Giancarlo Devasini, kauften ihnen ihre Anteile ab und betrieben die Plattform Tether allein weiter.
2017 drohte der Verlust des Zugangs zum regulären Bankensystem, nachdem Banken in Taiwan, die als einzige mit Tether gearbeitet hatten, die Konten aufkündigten. Anschließend verlagerte man die Geschäfte zum Banken-Startup Noble Bank International LLC in Puerto Rico. Nachdem Devasini versuchte, die Währungsreserven von Tether, die bei der Noble Bank lagen, gewinnbringend anzulegen und dabei wegen des Verlustrisikos auf den Widerstand der Geschäftsführung der Bank und seines Mitinhabers Phil Potter stieß, kaufte er Potters Anteile im Jahr 2018 für 300 Millionen US-Dollar. Devasini zog das Geld von der Noble Bank ab und die Bank ging wenig später in Konkurs. Tether selbst wechselte zur Deltec Bank & Trust Ltd. auf den Bahamas.
2018 beschlagnahmten polnische Behörden Konten des Kryptowährungs-Dienstleisters Crypto Capital wegen des Verdachts auf Finanzierung krimineller Aktivitäten. Das nun zahlungsunfähige Unternehmen konnte so Verbindlichkeiten gegenüber Bitfinex nicht begleichen und Bitfinex geriet in Zahlungsschwierigkeiten. Wie ein Ermittlungsverfahren in New York 2019 öffentlich machte, belieh Giancarlo Devasini daraufhin die Reserven von Tether, um Bitfinex liquide zu halten. Entsprechend wurde das Versprechen auf der Webseite von Tether geändert und die Reserven enthielten nun nicht mehr nur Währungen, sondern auch Forderungen an Schuldner. 2019 gelang es Devasini, Investoren für Bitfinex zu gewinnen, mit deren Hilfe die Schulden von Bitfinex bei Tether zurückgezahlt wurden und das Verfahren gegen Tether in New York gegen die Zahlung von 18,5 Millionen US-Dollar eingestellt wurde. Das Justizministerium der Vereinigten Staaten teilte Devasini und anderen Verantwortlichen 2021 jedoch mit, dass die Bundesbehörde weiter gegen sie wegen Betrugsverdachts ermittle. Im selben Jahr wurde das Unternehmen mit $41 Millionen durch die US-amerikanische CFTC abgestraft, da nur für einen Bruchteil der Zeit von 2016 bis 2018 eine volle Deckung der herausgegebenen Tether durch US-Dollar gewährleistet werden konnte.
Nachdem über mehrere Jahre hinweg eine unabhängige Wirtschaftsprüfung von Tether bemängelt wurde, werden diese mittlerweile zusätzlich durch unabhängige Auditing-Firmen bescheinigt. Diese umfasste Ende 2022 US-Dollar (rund 10 Prozent), digitale Token, gesicherte Darlehen und Unternehmensanleihen sowie US-Staatsanleihen (rund 38 Milliarden Dollar), die seit 2022 vergleichsweise lukrativ verzinst werden.
Im Januar 2025 kündigte Tether an, seinen physischen Hauptsitz in El Salvador zu errichten.

## Technik
Tether wird auf der Bitcoin-Blockchain (vor dem Übergang zur Litecoin-Blockchain) über das Omni-Layer, Ethereum, Tron oder Simple Ledger-Protokoll ausgegeben.

## Weblink
- Tether WhitePaper